# 角形玉杯
角形玉杯，是中國西漢時期的玉器精品，1983年6月出土于廣東省廣州市越秀區象崗西漢南越王墓。现藏广州市越秀區解放北路西汉南越王博物馆。

## 形制
該角杯出土自墓主棺槨頭箱。用一整塊和田青玉雕而成，微透明。局部有紅褐色沁色。外形呈犀牛角形，口橢圓，微折，腹中空。通長18.4厘米，口徑5.9-6.7厘米，口緣厚0.2厘米，重372。7克。
角杯紋飾是一條夔龍盤繞杯身，由杯口的陰刻線（亦稱游絲刻），向杯底逐漸過渡為淺浮雕，高浮雕，圓雕和透雕，且在空隙處以單線勾連雷紋補白。整體過渡自然，構思巧妙。
出土時有殘留的包裹用的紅紗，加之出土于墓主棺頭箱可見墓主人生前珍愛此杯，但未發現底座，而此杯并不能立放桌面。對此杯用途有兩種看法，一是認為這是罰酒的酒杯，因為不能立放桌面，因此必須一飲而盡；二是認為這只是一件把玩的器物，並非實用酒具。
這是少有的集所有玉器雕琢技藝於一身的玉器，因此極為珍貴，而入選國家文物局2002年公佈的第一批禁止出境展出的64件/套文物名錄。

## 图片

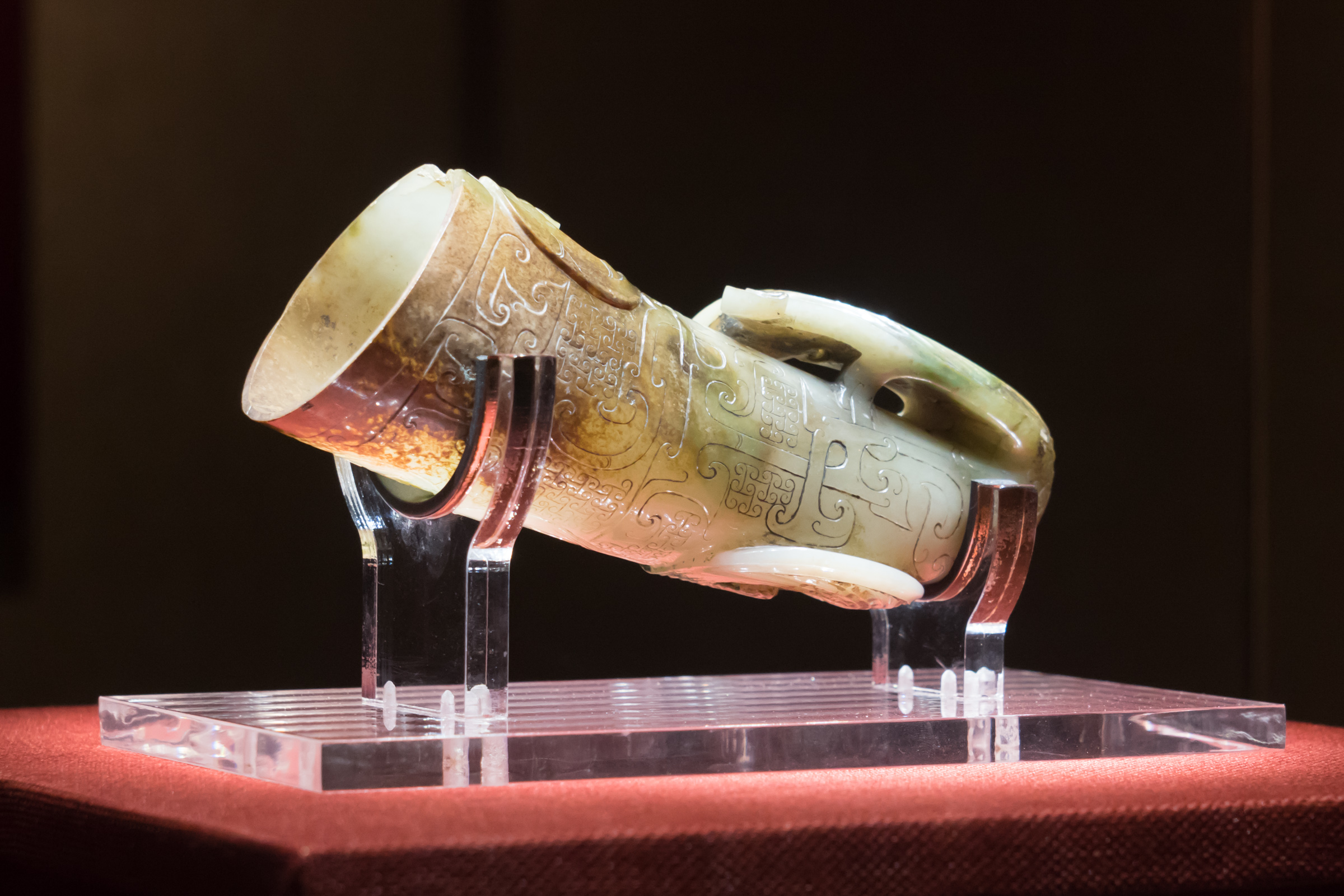
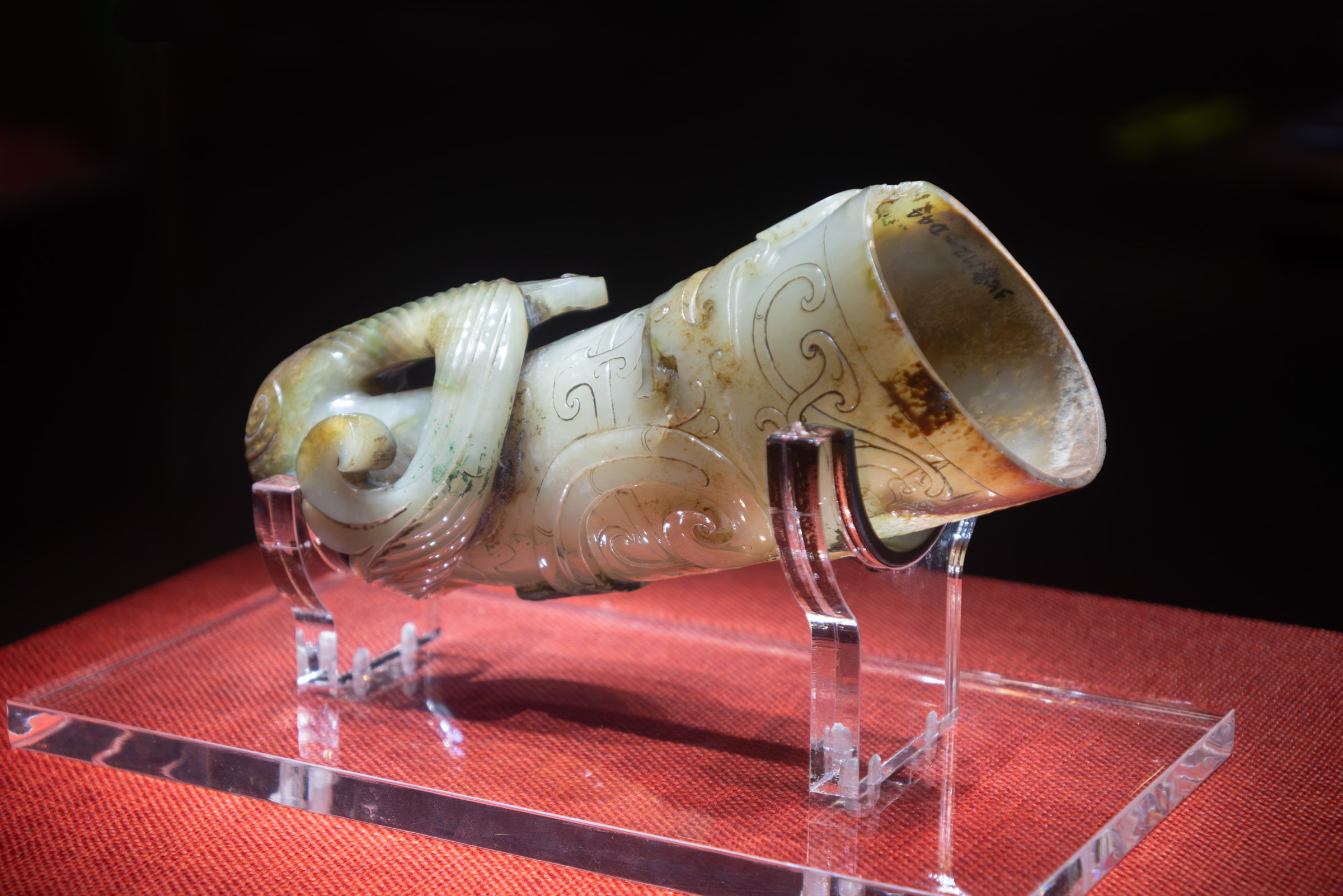
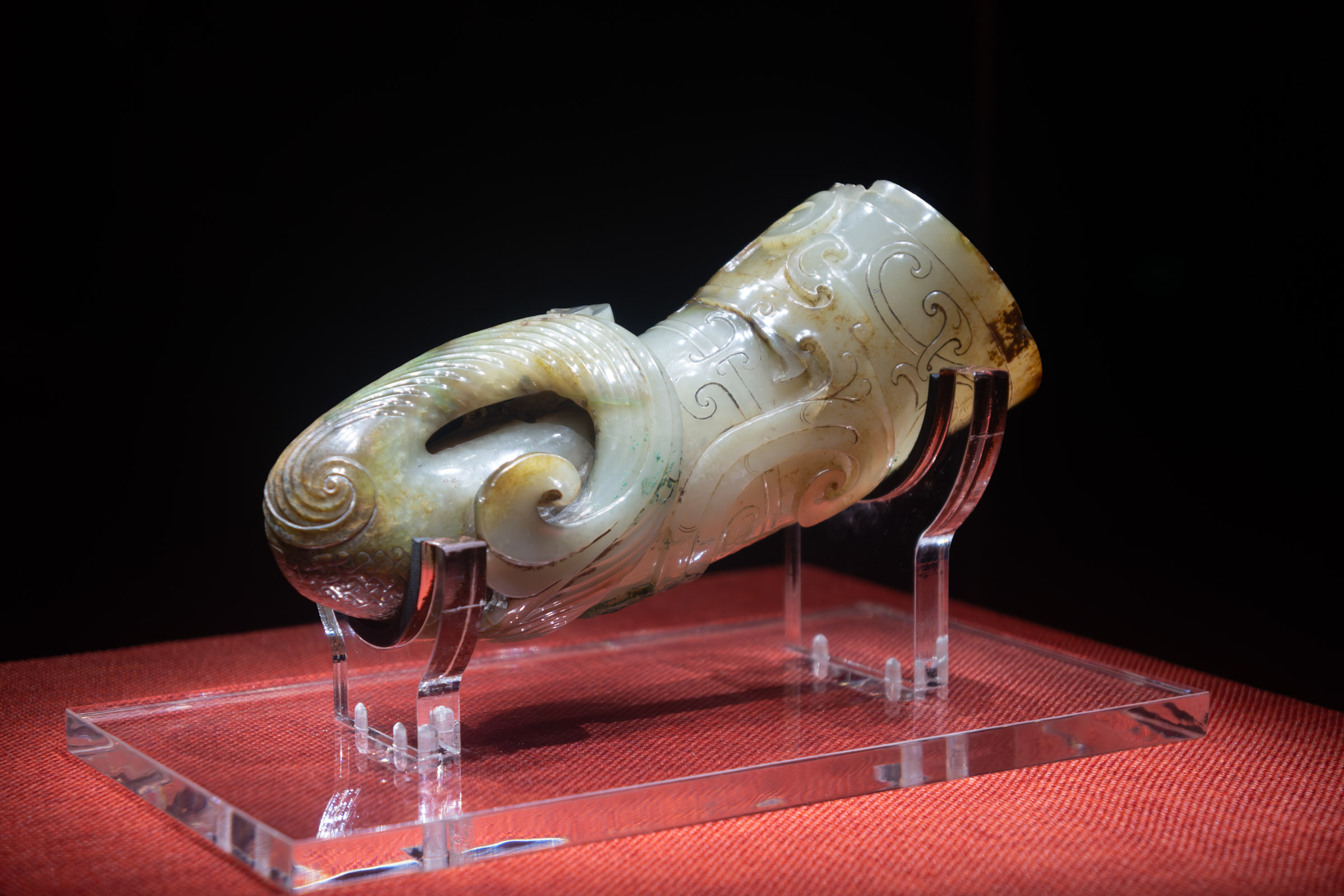
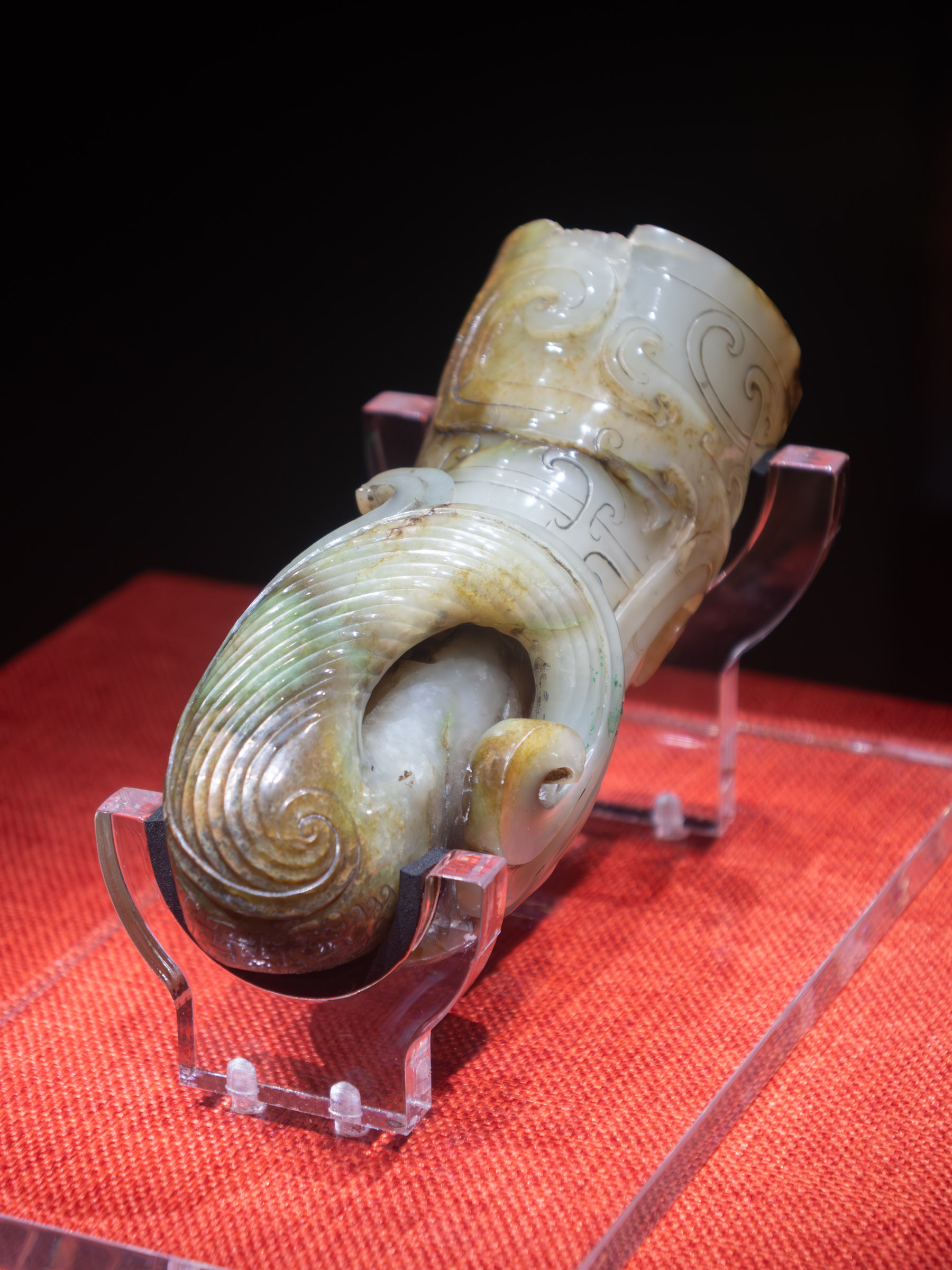